# 奥山玲子
奥山玲子（おくやま れいこ、1936年10月26日 - 2007年5月6日）是一位日本動畫師，也是日本最早的女性動畫師之一。她的別名為小田部玲子或北川玲子。

## 生平
奧山出生於宮城縣仙台市，由於先天性疾病，奧山早年大部分時間都臥床不起。在此期間，她對繪畫產生了興趣。第二次世界大戰結束後，她進入教會學校。畢業後，她按照父親的意願進入了東北大學，但最終輟學離開家鄉到東京工作。
她在東京從事過各種工作。幾年後，她的叔叔把她介紹給了东映动画進行第一份工作。並於1957年11月16日作為「臨時僱員」加入东映动画。

### 職業生涯
在奧山後來的回憶中，臨時工與正式員工相比工資差距很大，而正式工按時回家，配額很少，而臨時工則被迫加班。另外，有女性婚後不准晉升動畫或工作的趨勢，所以奧山決定在婚後和生育後繼續工作。她第一部參與的動畫為《白蛇傳》，並負責電影的動畫製作。。此後，她參與了東映動畫製作的多部動畫電影。曾任《少年猿飛佐助》第二原畫師，《安壽和廚子王丸》副主動畫師，並在《天方夜譚：辛巴達歷險記》晉升主動畫師。
1963年7月7日，他與同事小田部羊一結婚，後以「與歧視作鬥爭」為目標的奧山在此後積極參與工會的組建。並在工會成立後成為執行委員會成員，倡議停戰和合理化婦女權益。動畫方面，奧山積極投身電視動畫的製作，曾參與《狼少年》、《魔法使莎莉》、《甜蜜小天使》等作品。
奧山所在的東映動畫從成立初期就一直存在勞資爭議，在1973年，她以「北川玲子」名義，作為原畫參演了蟲製作的最後一部動畫電影《悲傷的貝拉朵娜》後，因勞資爭議而於1976年3月31日退出東映動畫，並在日本動畫公司的《世界名作劇場》第二部作品《尋母三千里》擔任助理動畫導演。此後她退出日本動畫，成為一名自由職業者。並和丈夫小田部羊一組成兩人專用的工作室「アトリエ羚」。
自1985年以來，他一直在東京設計師學院動畫系擔任講師。自1990年代以來，他還以銅版雕刻師的身份活躍，並負責銅版雕刻動畫電影《對聯動畫《冬日》》（2003年）擔任分鏡師和銅版畫的製作。
奧山於2007年5月6日因肺炎逝世。享壽70歲，訃告約在她逝世半年後應人要求而公布。2010年3月，他與小田部在2010年東京國際動漫展被表彰「日本動畫歷史上1960年代和1970年代初期的的貢獻及成就」獲得第6屆東京動漫獎。
2019年上半年播出的NHK連續劇電視小說《夏空》的女主角奧原夏的部分角色設定原型，受到了奥山玲子的啟發。

## 參與作品

### 動畫電影
- 白蛇傳（1958年10月22日、東映） - 動畫[4][5][7][8][9][10][25]
- 少年猿飛佐助（1959年12月25日、東映） - 動畫
- 西遊記（1960年8月14日、東映） - 動畫
- 安壽和廚子王丸（1961年7月19日、東映） - 動畫
- 天方夜譚：辛巴達歷險記（日语：アラビアンナイト・シンドバッドの冒険_(映画)）（1962年6月16日、東映） - 原畫
- 淘氣王子戰大蛇（日语：わんぱく王子の大蛇退治）（1963年3月24日、東映） - 原畫[5][7][8]
- 汪汪忠臣藏（日语：わんわん忠臣蔵）（1963年12月21日、東映） - 原畫
- 魔法使莎莉（1968年7月21日、東映） - 作畫監督
- 太陽王子 霍爾斯的大冒險（1968年7月21日、東映） - 原畫[5][7][8][26][25]
- 長靴貓 (1969年電影)（日语：長靴をはいた猫）（1969年3月18日、東映） - 原畫
- 空中的幽靈船（日语：空飛ぶゆうれい船）（1969年7月20日、東映） - 原畫
- 海底三萬里（日语：海底3万マイル）（1970年7月19日、東映） - 作畫監督[9][10]、原畫
- 動物金銀島（日语：どうぶつ宝島）（1971年3月20日、東映） - 原畫
- 悲傷的貝拉朵娜（1973年6月30日、日本ヘラルド/虫プロダクション） - 原畫（北川玲子名義）[27]
- 無敵鐵金剛 對 惡魔人（日语：マジンガーZ対デビルマン）（1973年7月18日、東映） - 原畫[7][8][28]
- 無敵鐵金剛 對 暗黒大將軍（日语：マジンガーZ対暗黒大将軍）（1974年7月25日、東映） - 原畫[7][8][28]
- 人魚公主_(動畫電影)（1975年3月21日、東映） - 作畫監督[5][7][8][9][10][26][25][29]
- 宇宙圆盘大战争（1975年7月26日、東映） - 原畫
- 神龍之子太郎（1979年3月17日、東映） - 角色設計・作画監畫[7][8][30]
- 小麻煩千惠（1981年4月11日、東寶） - 原畫
- 螢火蟲之墓（1988年4月16日、東寶） - 原畫[7][8][25]
- 櫻桃小丸子：友情歲月（日语：ちびまる子ちゃん (映画)）（1991年、東寶） - 原畫
- 要求很多的餐廳（1993年8月3日、ヘラルド/ヘラルド・エース） - 原畫[5][7][8]
- 對聯動畫《冬日》（日语：連句アニメーション「冬の日」） 初裏五句（2003年12月13日、IMAGICAエンタテインメント） - 分鏡[5][7][8]、動畫製作/銅版畫（小田部羊一共同製作）

### 電視動畫
- 狼少年（1963年 - 1965年） - 作畫監督
- 喧囂潘趣（日语：ハッスルパンチ）（1965年 - 1966年） - #6 #12 #19 作畫監督（#19以小田部玲子名義）
- 魔法使莎莉（第1期、1966年 - 1968年） - #77 #80 作畫監督[26]
- 甜蜜小天使（第1期、1969年 - 1970年） - #44 #61 作畫監督[26]
- 無敵鐵金剛（1973年 - 1974年） - #20 #22 #75 原畫（#20 #22以小田部玲子名義）#69 作畫監督[31]
- 玲珑三勇士（1973年） - 作畫監督
- 尋母三千里（1976年） - 作畫監督補佐[7][8][9][10][25]
- 排球英雌（1977年） -角色設計
- 日本漫畫畫卷（日语：まんが日本絵巻）（1978年） - 作畫監督

## 外部連結
- 追悼 奥山玲子さん （页面存档备份，存于） - 高畑勲・宮崎駿作品研究所
- Reiko Okuyama在互联网电影资料库（IMDb）上的資料（英文）
- Reiko Okuyama （页面存档备份，存于） - Great Women Animators
- Two pioneer women animators （页面存档备份，存于）